# Captura de movimento

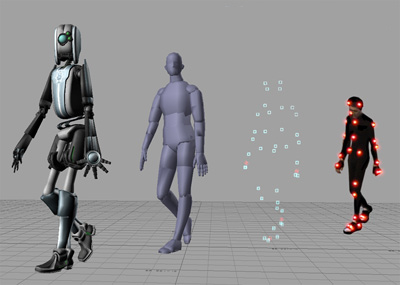
Um sistema de marcadores ativos de alta resolução com 3.600 × 3.600 de resolução em 480hz, fornecendo posições sub milimétricas em tempo real.

Captura de movimento, ou mocap, é um termo usado para descrever o processo de gravação de movimento e transposição do movimento em um modelo digital. Inicialmente inventado na Escócia, a técnica é usada em militarismo, entretenimento, esportes e aplicações médicas. Em produções cinematográficas, o termo refere-se a gravar ações de atores humanos e usar tais informações para animar modelos de personagens virtuais em animação 3D. Quando se inclui a face, os dedos ou quando se captura expressões sutis, é frequentemente referido como captura de performance.